# Міф Павло Олександрович
Павло Олександрович Міф (справжні ім'я та прізвище — Михайло Олександрович Фортус; нар. 3 серпня 1901, Херсонський повіт, Херсонська губернія, Російська імперія — пом. 10 вересня 1939, Москва, Російська РФСР) — український та російський революціонер, радянський історик та економіст. Професор і ректор Комуністичного університету трудящих Китаю, учасник Китайської революції. Брат прославленої розвідниці і партизанки Марії Фортус.

## Біографія
Михайло Фортус народився 1901 року у містечку Велика Александрівка неподалік Херсона. У травні 1917 року вступив до лав РКП(б). Учасник Громадянської війни 1917—1920 років. У 1920—1921 роках навчався в Комуністичному університеті імені Я. М. Свердлова. Член Далекосхідного секретаріату Комінтерну. З 1925 року проректор, в 1927—1929 р. — ректор Комуністичного університету імені Я. М. Свердлова.
У роки ректорства заснував Науково-дослідний інститут з вивчення Китаю. У 1928—1935 роках працював заступником завідувача Східним секретаріатом Виконавчого комітету Комуністичного Інтернаціоналу. Одночасно в 1930—1931 роках обіймав посаду секретаря Далекосхідного бюро виконкому Комуністичного Інтернаціоналу. Учасник V (1927) і VI (1928) з'їздів Комуністичної партії Китаю (КПК). У 1935—1937 роках працював політичним помічником Георгія Димитрова з питань Китаю.
У 1936 році призначений на посаду ректора Комуністичного університету трудящих Сходу. У січні 1937 року перейшов на посаду директора НДІ з вивченню національних і колоніальних проблем. Доктор економічних наук (1935).
Заарештований 11 грудня 1937 року. 28 липня 1938 року воєнною колегією Верховного суду СРСР засуджений до вищої міри покарання за «участь у шпигунській контрреволюційній терористичній організації (КРТО)». Розстріляний 10 вересня того ж року. Реабілітований рішенням воєнної колегії Верховного суду СРСР від 29 лютого 1956 року.

## Наукові праці
- Уроки шанхайских событий / Под общей ред. и с предисл. К. Радека М.-Л., 1926
- Характер и движущие силы китайской революции // Большевик 1927 № 1. С. 12-26
- Китайская коммунистическая партия в критические дни // Большевик 1928 № 2. С. 63-74 также отдельное издание: М.-Л., 1928
- Спорные вопросы китайской революции // Большевик 1928 № 3/4. С. 108—122
- Коминтерн и колониальный вопрос // Большевик 1929 № 5. С. 44-59
- Советское движение в Китае и задачи компартии // ПК. 1930 № 3. С. 3-9
- Нарастание революционного движения в колониях. Харьков, 1930
- Китайская революция. М., 1932
- Современный этап революционной борьбы на колониальном Востоке // РВ. 1934 № 1. С. 36-48
- Пятнадцать лет героической борьбы: К 15-летию Коммунистической партии Китая (июль 1921—июль 1936). М., 1936
- Что происходит в Китае. М., 1937